# Vermelles
Vermelles är en kommun i departementet Pas-de-Calais i regionen Hauts-de-France i norra Frankrike. Kommunen ligger i kantonen Cambrin som tillhör arrondissementet Béthune. År 2022 hade Vermelles 4 729 invånare.

## Befolkningsutveckling
Antalet invånare i kommunen Vermelles
| Referens: INSEE |